# Руф Авиньонский
Руф (умер ок. 200 года) — святой епископ Авиньонский. Дни памяти — 12 ноября, 14 ноября в Авиньоне и Тортосе (Tortosa).
Святой Руф (Rufus), которого считают первым епископом Авиньонским, мог быть тем самым Руфом, что был учеником  Апостола Павла. Упокоился в возрасте ок. 90 лет.